# Gonomyia subramifera
Gonomyia subramifera är en tvåvingeart som beskrevs av Alexander 1960. Gonomyia subramifera ingår i släktet Gonomyia och familjen småharkrankar. Inga underarter finns listade i Catalogue of Life.